# الحروب اليونانية القديمة

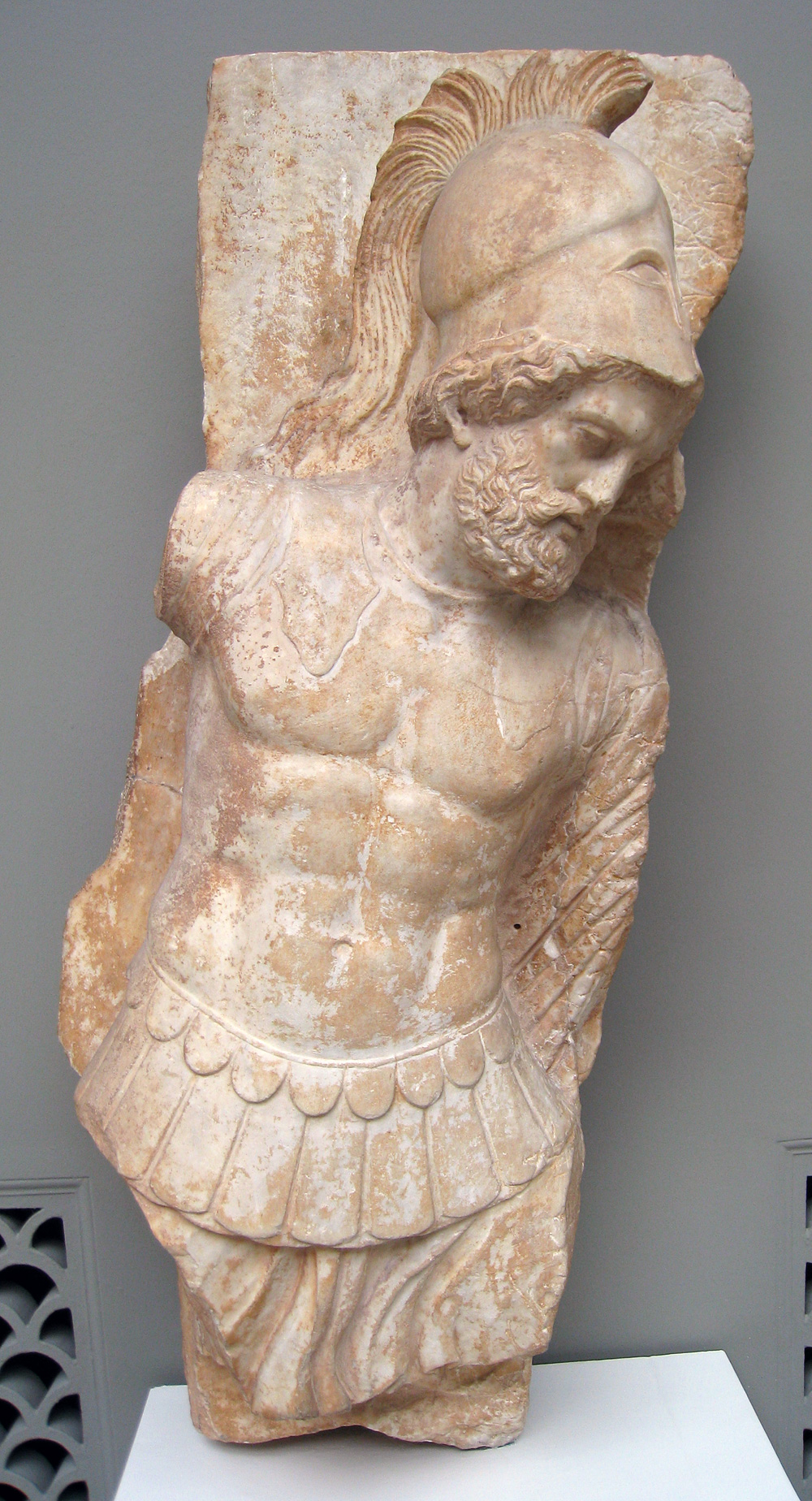

حدثت الحروب على مر تاريخ اليونان القديمة، من العصور المظلمة اليونانية فصاعدًا. أدت الزيادة كبيرة في عدد السكان عند اقتراب «العصر المظلم» اليوناني من نهايته إلى السماح باستعادة الثقافة الحضرية، مما أدى إلى ظهور دول-المدن (بوليس). أعلنت هذه التطورات بداية فترة اليونان القديمة (480-800 قبل الميلاد). أدت هذه التطورات أيضًا لاستعادة إمكانية وجود حرب منظمة بين هذه البوليس (على عكس الغارات الصغيرة للحصول على الحبوب والماشية، على سبيل المثال). يبدو أن الطبيعة الانقسامية للمجتمع اليوناني القديم جعلت الصراع المستمر على هذا النطاق الأوسع أمرًا لا مفر منه.
إلى جانب صعود الدولة-المدينة، تطور نمط جديد من الحروب: كتائب الهوبليت. كان الهوبليت جنود مُشاة مدرّعين ومسلحين بالرماح والدروع، وكانت الكتائب عبارة عن تشكيلٍ لهؤلاء الجنود مع إغلاق دروعهم مع بعضها ورماحهم موجهة نحو الأمام. إن إناء تشيغي، الذي يرجع تاريخه إلى حوالي عام 650 قبل الميلاد، هو أول تصوير للهوبليت في المعركة. مع هذا التطور في الحرب، يبدو أن المعارك كانت تتكون في معظمها من اشتباكات كتائب الهوبليت من دول-المدن المُتنازعة. بما أن الجنود كانوا مواطنين ذوي مهنٍ أخرى، كانت الحرب محدودة في المسافة والموسم والحجم. لا يمكن لأي من الطرفين تحمل خسائر فادحة أو حملات مستمرة، لذا يبدو أنها كانت تُحَل من خلال معركة واحدة مرتّبة.
تغيَّر مقياس ونطاق الحرب في اليونان القديمة بشكل كبير نتيجةً للحروب اليونانية الفارسية، والتي حددت بداية فترة اليونان الكلاسيكية (480-323 قبل الميلاد). كانت محاربة الجيوش الضخمة للإمبراطورية الأخمينية تفوق قدرات دولة مدينة واحدة فعليًا. تحقق انتصار الإغريق في نهاية المطاف من خلال تحالفات العديد من دول-المدن على نطاق لم يسبق له مثيل من قبل. أدى صعود أثينا وأسبرطة خلال هذا الصراع مباشرة إلى الحرب البيلوبونيسية والتي شهدت تنويعًا للوسائل الحربية. تحول التركيز إلى المعارك البحرية واستراتيجيات الاستنزاف مثل إغلاق المنافذ والحصار. بعد هزيمة الأثينيين عام 404 قبل الميلاد وحلّ الحلف الديلي الذي يُهيمن عليه الأثينيون، سقطت اليونان القديمة تحت هيمنة الاسبرطيّين. لكن ذلك لم يستمر، ودعمت الإمبراطورية الفارسية تمردًا من قِبل القوى المشتركة لأثينا وثيفا (طيبة) وكورنث وآرغوس، مما أدى إلى الحرب الكورنيثية (395-387 قبل الميلاد). بدّلت بلاد فارس موقفها، منهيةً الحرب بذلك، مقابل عدم تدخل مدينتي إيونيا واسبرطة في آسيا الصغرى. استمرّت هيمنة الاسبرطيّين 16 سنة أخرى، حتى معركة ليوكترا (371 ق.م.) حين هُزم الاسبرطيون بشكل حاسم من قبل الجنرال الثيبي إبامينونداس.
تصرف الثيبيون بسرعة لإنشاء هيمنة خاصة بهم على اليونان. ومع ذلك، كانت ثيفا تفتقر إلى القوى البشرية والموارد الكافية وأصبحت مُجهدة. بعد وفاة إبامينونداس وفقدان القوى البشرية في معركة مانتينيا، توقفت هيمنة الثيبيين. تركت الخسائر في السنوات العشر من هيمنة الثيبيين جميعَ دول-المدن اليونانية ضعيفة ومنقسمة. كانت دول-المدن في جنوب اليونان أضعف من أن تقاوم صعود المملكة المقدونية في الشمال. من خلال استخدام تكتيكات ثورية، أخضع الملك فيليب الثاني معظم اليونان إلى سيطرته، مما مهد الطريق لغزو «العالم المعروف» من قبل ابنه الإسكندر الأكبر. يُعتبر صعود المملكة المقدونية عمومًا كبداية للفترة الهلنستية، وهو بالتأكيد يُمثّل نهاية معركة الهوبليت المميزة في اليونان القديمة.

## اقتصاديات الحروب القديمة
كانت الحملات العسكرية في كثير من الأحيان متواقتة مع الموسم الزراعي للتأثير على محاصيل الأعداء وغِلّتهم. كان لا بد من ترتيب التوقيت بعناية فائقة حتى يتم تعطيل حصاد الأعداء دون تأثُّر حصاد الغزاة. كانت الغزوات المتأخرة ممكنة أيضًا على أمل أن يتأثر موسم الزرع، ولكن هذا كان في أحسن الأحوال سيؤثر بشكل ضئيل على الحصاد.
كان أحد البدائل لتعطيل الحصاد هو تدمير الريف عبر اقتلاع الأشجار وحرق المنازل والمحاصيل وقتل جميع من لم يكن آمنًا خلف أسوار المدينة. كلف اجتياح الريف الكثير من الجهد، وكان يعتمد أيضًا على الموسم لأن المحاصيل الخضراء لا تحترق بنفس سهولة المحاصيل القريبة من الحصاد الأكثر جفافًا.
أدت الحرب أيضًا إلى الاستيلاء على الأراضي والعبيد مؤديةً إلى حصاد أكبر، والذي يمكنه أن يدعم جيشًا أكبر. كان النهب أيضًا جزءًا كبيرًا من الحرب سامحًا بتخفيف الضغط عن التمويل الحكومي وسمح بإجراء استثمارات تقوّي البوليس. كما حفزت الحرب الإنتاج بسبب الزيادة المفاجئة في الطلب على الأسلحة والدروع. شهد بناة السفن أيضًا زيادات مفاجئة في مطالب الإنتاج.